# Милош Босанчић
Милош Босанчић (Рума, 22. мај 1988) српски је фудбалер. Игра на средини терена.

## Каријера
Босанчић је прво био у млађим категоријама Црвене звезде, након чега је прешао у Партизан где је прошао све млађе селекције и у децембру 2005. потписао први професионални уговор. Као сениорски фудбалер је дебитовао у клупској филијали Телеоптику, а члан Партизановог првог тима је постао у сезони 2006/07. када је забележио 26 наступа у свим такмичењима. У јуну 2007. одлази на једногодишњу позајмицу у португалску Боависту. Само три месеца касније се вратио у Партизан, након што је у Боависти забележио само један наступ. У фебруару 2008. одлази на нову позајмицу, овога пута у ОФК Београд до краја сезоне.
У септембру 2008. потписао је трогодишњи уговор са Чукаричким. Након сезоне у Чукаричком, Босанчић у лето 2009. прелази у чешки Слован Либерец. Играч овог клуба је био наредне три и по сезоне, током којих је одиграо 72 првенствене утакмица и постигао 13 голова уз освојену титулу првака Чешке у сезони 2011/12. У фебруару 2013. одлази у јужнокорејски Гјонгнам, где се задржао до лета 2014.
У јулу 2014. је потписао двогодишњи уговор са Црвеном звездом. У црвено-белом дресу је током сезоне 2014/15. наступио на 19 првенствених утакмица, без постигнутог гола. Након једне сезоне је споразумно раскинуо сарадњу са Црвеном звездом. У јулу 2015. прелази у кинески Хангџоу гринтаун. Након Кине игра и на Тајланду па се враћа у Либерец а током 2018. и 2019. наступа у Азербејџану, прво за Кешлу а потом и за Сабах.
У јуну 2019. се вратио у српски фудбал и потписао уговор са Вождовцем. У дресу Вождовца је наступио у прва два кола такмичарске 2019/20. у Суперлиги Србије након чега није био у комбинацији за састав, па је у истом прелазном року крајем августа прешао у Рад. Ипак ни у екипи Рада се није дуго задржао. Наступио је на шест првенствених утакмица, након чега више од месец и по дана није био у комбинацији за састав па је 22. новембра раскинуо уговор са Радом.
Током 2020. године прешао је Качер из Белановице. У јулу 2023. године потписао је за Хајдук из Бешке, члана Војвођанске лиге Југ.

## Трофеји

### Слован Либерец
- Првенство Чешке (1) : 2011/12.